# Мартин, Джон (автогонщик)
Джон Ма́ртин (англ. John Martin; род. 8 июля 1984 г. в Госфорде, Новый Южный Уэльс, Австралия) — австралийский автогонщик, бронзовый призёр чемпионата мира по автогонкам на выносливость в классе LMP2 (2013), победитель Суперлиги Формулы (2011).

## Карьера
Джон Мартин начал свою гоночную карьеру с картинговых гонок, в которых он участвовал с 2001 по 2004 год. Наилучшим достижением стала победа в чемпионате штата Квинсленд в 2002 году.
В 2005—2011 годах участвовал в гонках автомобилей с открытыми колёсами. Наивысшими достижениями стали две победы в чемпионатах Формулы-Форд (штата Виктория — в 2005 году и австралийском — в 2006 году) и победа в заключительном сезоне перед упразднением Суперлиги Формулы в 2011 году.
С 2012 год принимал участие в гонках спортпрототипов.
В 2012-2013 годах принимал участие в чемпионате мира по автогонкам на выносливость и 24 часах Ле-Мана.
В 2013 году стал бронзовым призёром чемпионата мира в классе LMP2. В тот же год в Ле-Мане вместе с Романом Русиновым и Майком Конвеем был одним из претендентов на победу в своём классе, но финишировал на 3-м месте из-за проблем с проколом колеса и неработающей подсветкой номера. А через несколько дней результат экипажа был исключён из протокола, так как в ходе послегоночного осмотра было установлено, что объём топливного бака превышает предельно допустимый. 30 очков за 3-е место, потерянных в результате исключения из протокола, не хватило, чтобы одержать победу в классе LMP2, так как отставание от победителя по итогам сезона составило всего 9,5 очков.
C 2015 года перешёл в гонки кузовных автомобилей.

## Результаты выступлений
| Легенда к таблице |                                                                    |
| --- | ------------------------------------------------------------------ |
| В таблице перечислены результаты всех гонок, в которых принимал участие гонщик. Строками таблицы являются сезоны, столбцами — этапы соревнований. В каждой клетке указаны сокращённое название этапа и результат, дополнительно обозначенный цветом. Расшифровка обозначений и цветов представлена в нижеследующей таблице. |                                                                    |
| \| Пример \| Описание \| \| ------------ \| ------------------------------------------------------------------ \| \| 1 \| Победитель \| \| 2 \| Второе место \| \| 3 \| Третье место \| \| 5 \| Финишировал, заработав очки \| \| Сход \| Не финишировал, но при этом заработал очки \| \| 12 \| Финишировал, не получив очков \| \| НКЛ \| Финишировал, но не попал в финальную классификацию \| \| 15 \| Участвовал вне зачёта, либо по отдельной классификации \| \| 18 \| Не финишировал, но попал в финальную классификацию \| \| Сход \| Не финишировал \| \| НКВ \| Не прошёл квалификацию \| \| НПКВ \| Не прошёл предквалификацию \| \| ДСК \| Дисквалифицирован \| \| ИСК \| Исключён из протокола соревнований \| \| ТТ \| Заявлен для участия только в тренировках \| \| НС \| Участвовал в квалификации, но не стартовал в гонке \| \| Т \| Травмирован или болен \| \| ОТК \| Отказ от участия \| \| НТР \| Прибыл на соревнования, но на трассу не выезжал \| \| НПР \| Был заявлен в числе участников, но не прибыл к началу соревнований \| \| О \| Соревнования отменены \| \| \| Не участвовал \| \| Поул-позиция \| \| \| Быстрый круг \| \| |                                                                    |
| Пример | Описание                                                           |
| 1 | Победитель                                                         |
| 2 | Второе место                                                       |
| 3 | Третье место                                                       |
| 5 | Финишировал, заработав очки                                        |
| Сход | Не финишировал, но при этом заработал очки                         |
| 12 | Финишировал, не получив очков                                      |
| НКЛ | Финишировал, но не попал в финальную классификацию                 |
| 15 | Участвовал вне зачёта, либо по отдельной классификации             |
| 18 | Не финишировал, но попал в финальную классификацию                 |
| Сход | Не финишировал                                                     |
| НКВ | Не прошёл квалификацию                                             |
| НПКВ | Не прошёл предквалификацию                                         |
| ДСК | Дисквалифицирован                                                  |
| ИСК | Исключён из протокола соревнований                                 |
| ТТ | Заявлен для участия только в тренировках                           |
| НС | Участвовал в квалификации, но не стартовал в гонке                 |
| Т | Травмирован или болен                                              |
| ОТК | Отказ от участия                                                   |
| НТР | Прибыл на соревнования, но на трассу не выезжал                    |
| НПР | Был заявлен в числе участников, но не прибыл к началу соревнований |
| О | Соревнования отменены                                              |
| | Не участвовал                                                      |
| Поул-позиция |                                                                    |
| Быстрый круг |                                                                    |

### По годам
| Сезон   | Серия                                       | Команда                     | Гонок | Побед | Поулов | Быстрых кругов | Очков | Позиция |
| ------- | ------------------------------------------- | --------------------------- | ----- | ----- | ------ | -------------- | ----- | ------- |
| 2005    | Австралийский чемпионат Формулы-Форд        | GK Martin P/L               | 6     | 2     | 1      | ?              | 71    | 10-й    |
| 2005    | Чемпионат Формулы-Форд Нового Южного Уэльса | Borland Racing Developments | 18    | 11    | ?      | ?              | 418   | 2-й     |
| 2005    | Чемпионат Формулы-Форд Виктории             | Borland Racing Developments | 15    | 6     | 5      | ?              | 425   | 1-й     |
| 2006    | Австралийский чемпионат Формулы-Форд        | CAMS Rising Star            | 23    | 8     | ?      | ?              | 300   | 1-й     |
| 2006    | Британский чемпионат Формулы-Форд           | Alan Docking Racing         | 8     | 1     | 2      | ?              | ?     | ?       |
| 2007    | Британский чемпионат Формулы-Форд           | Alan Docking Racing         | 22    | 0     | 0      | 0              | 16    | 15-й    |
| 2007-08 | A1 Grand Prix                               | A1 Team Australia           | 12    | 0     | 0      | 0              | 18*   | 17-й*   |
| 2008    | Британский чемпионат Формулы-Форд           | Räikkönen Robertson Racing  | 22    | 0     | 0      | 1              | 45    | 13-й    |
| 2008–09 | A1 Grand Prix                               | A1 Team Australia           | 14    | 0     | 0      | 0              | 36*   | 8-й*    |
| 2009    | Formula Renault 3.5                         | Comtec Racing               | 7     | 0     | 0      | 0              | 8     | 22-й    |
| 2009    | Суперлига Формула                           | Рейнджерс                   | 12    | 0     | 0      | 0              | 241*  | 10-й*   |
| 2009    | Australian Mini Challenge                   | BMW Group Australia         | 2     | 0     | 0      | 1              | 48    | 36-й    |
| 2010    | Суперлига Формула                           | Бэйцзин Гоань               | 26    | 6     | 2      | 0              | 453*  | 9-й*    |
| 2010    | Суперлига Формула                           | Атлетико Мадрид             | 3     | 0     | 0      | 0              | 265*  | 17-й*   |
| 2011    | Суперлига Формула                           | Австралия                   | 6     | 2     | 0      | 2              | 158*  | 1-й*    |
| 2012    | FIA WEC                                     | ADR-Delta                   | 8     | 0     | 0      | 0              | 26    | 17-й    |

* Только командный зачёт.

### А1 Гран-при
| Год     | Команда   | 1          | 1         | 2            | 2            | 3            | 3            | 4            | 4            | 5          | 5            | 6          | 6          | 7         | 7          | 8            | 8          | 9          | 9          | 10         | 10           | Позиция | Очки |
| ------- | --------- | ---------- | --------- | ------------ | ------------ | ------------ | ------------ | ------------ | ------------ | ---------- | ------------ | ---------- | ---------- | --------- | ---------- | ------------ | ---------- | ---------- | ---------- | ---------- | ------------ | ------- | ---- |
| 2007-08 | Австралия | NED SPR    | NED FEA   | CZE SPR тест | CZE FEA тест | MYS SPR тест | MYS FEA тест | CHN SPR тест | CHN FEA тест | NZL SPR 9  | NZL FEA сход | NZL SPR 6  | NZL FEA 5  | RSA SPR 6 | RSA FEA 14 | MEX SPR сход | MEX FEA 21 | CHN SPR 15 | CHN FEA 14 | GBR SPR 14 | GBR FEA сход | 17      | 20   |
| 2008-09 | Австралия | NED SPR 12 | NED FEA 4 | CHN SPR 11   | CHN FEA 6    | MYS SPR 8    | MYS FEA 4    | NZL SPR сход | NZL FEA 4    | RSA SPR 12 | RSA FEA 13   | POR SPR 10 | POR FEA 12 | GBR SPR 7 | GBR FEA 8  |              |            |            |            |            |              | 8       | 36   |

### Формула-Рено 3.5
| Год                            | Команда       | 1       | 2       | 3       | 4       | 5          | 6          | 7          | 8          | 9          | 10      | 11      | 12      | 13      | 14        | 15        | 16      | 17      | Позиция | Очков |
| ------------------------------ | ------------- | ------- | ------- | ------- | ------- | ---------- | ---------- | ---------- | ---------- | ---------- | ------- | ------- | ------- | ------- | --------- | --------- | ------- | ------- | ------- | ----- |
| Формула-Рено 3.5 в сезоне 2009 | Comtec Racing | CAT SPR | CAT FEA | SPA SPR | SPA FEA | MON FEA 12 | HUN SPR 20 | HUN FEA 13 | SIL SPR 21 | SIL SPR 20 | BUG SPR | BUG FEA | ALG SPR | ALG FEA | NÜR SPR 7 | NÜR SPR 8 | ALC SPR | ALC FEA | 22      | 8     |

### Суперлига Формула
| Год  | Команда             | Кого представлял | 1   | 1   | 1   | 2   | 2   | 2   | 3   | 3   | 3   | 4   | 4   | 4   | 5   | 5   | 5   | 6   | 6   | 6   | 7   | 7   | 7   | 8   | 8   | 8   | 9   | 9   | 9   | 10  | 10  | 10  | 11   | 11   | 11   | 12  | 12  | 12  | Позиция | Очки |
| ---- | ------------------- | ---------------- | --- | --- | --- | --- | --- | --- | --- | --- | --- | --- | --- | --- | --- | --- | --- | --- | --- | --- | --- | --- | --- | --- | --- | --- | --- | --- | --- | --- | --- | --- | ---- | ---- | ---- | --- | --- | --- | ------- | ---- |
| 2009 | Alan Docking Racing | Рейнджерс        | MAG | MAG | MAG | ZOL | ZOL | ZOL | DON | DON | DON | EST | EST | EST | MOZ | MOZ | MOZ | JAR | JAR | JAR |     |     |     |     |     |     |     |     |     |     |     |     |      |      |      |     |     |     | 10      | 241  |
| 2009 | Alan Docking Racing | Рейнджерс        | 17  | 16  | X   | 2   | 15  | О   | 2   | 1   | 5   | 8   | О   | 11  | 12  | О   | 10  | 9   | X   |     |     |     |     |     |     |     |     |     |     |     |     |     |      |      |      |     |     |     | 10      | 241  |
| 2010 | Alan Docking Racing | Атлетико Мадрид  | SIL | SIL | SIL | ASS | ASS | ASS | MAG | MAG | MAG | JAR | JAR | JAR | NÜR | NÜR | NÜR | ZOL | ZOL | ZOL | BRH | BRH | BRH | ADR | ADR | ADR | POR | POR | POR | ORD | ORD | ORD | BEI* | BEI* | BEI* | NAV | NAV | NAV | 17      | 265  |
| 2010 | Alan Docking Racing | Атлетико Мадрид  | 10  | 3   | 6   |     |     |     |     |     |     |     |     |     |     |     |     |     |     |     |     |     |     |     |     |     |     |     |     |     |     |     |      |      |      |     |     |     | 17      | 265  |
| 2010 | Alan Docking Racing | Бэйцзин Гоань    |     |     |     | 10  | 17  | X   | 4   | 10  | X   | 1   | 9   | 2   | 18  | 15  | X   | 13  | 7   | X   | 1   | 16  | 1   | 2   | 9   | 4   | 1   | 11  | 3   | 19  | НС  | X   | 11   | 6    | О    | 1   | 6   | 1   | 9th     | 453  |
| 2011 | Alan Docking Racing | Австралия        | HOL | HOL | HOL | BEL | BEL | BEL |     |     |     |     |     |     |     |     |     |     |     |     |     |     |     |     |     |     |     |     |     |     |     |     |      |      |      |     |     |     | 1       | 158  |
| 2011 | Alan Docking Racing | Австралия        | 6   | 2   | 4   | 7   | 1   | 2   |     |     |     |     |     |     |     |     |     |     |     |     |     |     |     |     |     |     |     |     |     |     |     |     |      |      |      |     |     |     | 1       | 158  |

*Незачётная гонка

### 24 часа Ле-Мана
| Год  | Команда        | Напарники                 | Автомобиль      | Класс | Круги | Позиция в общем зачёте | Позиция в классе |
| ---- | -------------- | ------------------------- | --------------- | ----- | ----- | ---------------------- | ---------------- |
| 2012 | ADR-Delta      | Тор Грейвз Ян Хароуз      | Oreca 03-Nissan | LMP2  | 346   | 13                     | 6                |
| 2013 | G-Drive-Nissan | Роман Русинов Майк Конвей | Oreca 03-Nissan | LMP2  | 327   | ИСК                    | ИСК              |

### FIA WEC
| Сезон | Команда        | Класс | 1     | 2     | 3       | 4     | 5     | 6     | 7     | 8     | Очки | Поз. |
| ----- | -------------- | ----- | ----- | ----- | ------- | ----- | ----- | ----- | ----- | ----- | ---- | ---- |
| 2013  | G-Drive Racing | LMP2  | SIL 6 | SPA 4 | LMS ИСК | SÃO 1 | COA 1 | FUJ 2 | SHA 1 | BHR 1 | 132  | 3    |